# Zamek Książąt Pomorskich w Pudagli
Zamek Książąt Pomorskich w Pudagli – zamek w niemieckiej części wyspy Uznam. Wybudowany w 1574 na polecenie księcia wołogoskiego Ernesta Ludwika; stanowił rezydencję wdowią Marii Saskiej, matki księcia. Po jej śmierci służył administracji państwowej, obecnie mieści lokal gastronomiczny.
Budulec pozyskano z rozebranego klasztoru norbertanów, działającego w Pudagli przed reformacją. Do 1840 budynek miał wieżę, została ona jednak zlikwidowana.

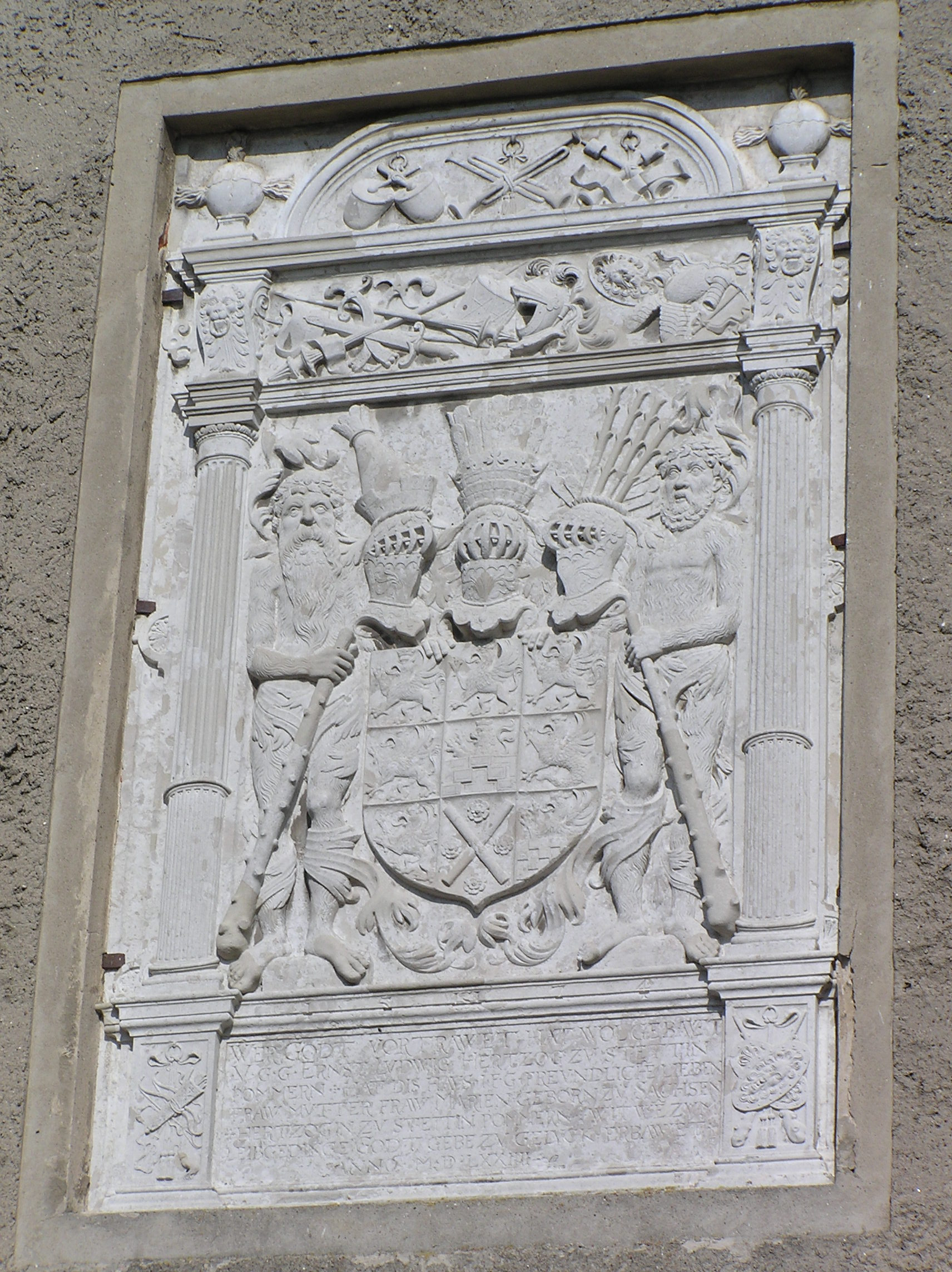
Herb Księstwa Pomorskiego nad wejściem do zamku